# Argyrolobium microphyllum
Argyrolobium microphyllum är en ärtväxtart som beskrevs av John Ball. Argyrolobium microphyllum ingår i släktet Argyrolobium och familjen ärtväxter. Inga underarter finns listade i Catalogue of Life.